# جون دبليو. هالبرت
جون دبليو. هالبرت هو محامي وسياسي أمريكي، ولد في 1 يونيو 1770 في Alford, Massachusetts ‏ في الولايات المتحدة، وتوفي في 19 أكتوبر 1831 في أوبورن في الولايات المتحدة. نشط حزبياً في الحزب الفيدرالي الأمريكي. وقد انتخب عضو جمعية ولاية نيويورك ‏ وانتخب عضو مجلس النواب الأمريكي ‏.